# Claudio Fermi
Claudio Fermi (Monticelli d'Ongina, 2 gennaio 1862 – Roma, 17 giugno 1952) è stato un biochimico e microbiologo italiano.
Era il figlio del farmacista del suo paese e studiò a Napoli, Modena, Zurigo e Monaco di Baviera. Si laureò nel 1889 e divenne il secondo assistente all'Istituto igienico di Roma. Fu abilitato e dal 1899 al 1935 lavorò come professore d'igiene a Sassari. Uno dei suoi migliori studenti fu Alfonso Splendore (1871-1953).

## Lavori
La sua attività di studioso fu particolarmente intensa ed assai vasta la sua produzione scientifica. 
Tra le sue pubblicazioni, alcune centinaia, si riconoscono tre gruppi di ricerche fondamentali: gli studi di biochimica e di microbiologia, quelli sulla malaria ed infine quelli sulla rabbia.
In campo biochimico e microbiologico si dedicò allo studio delle capacità fermentative dei microrganismi, quindi la sua attenzione si spostò sugli enzimi e sui rapporti tra tossine ed enzimi batterici. Lo studioso elaborò metodi altamente sensibili (subito diffusamente adottati dal altri ricercatori del tempo) per evidenziare le minime tracce enzimi proteolitici e di determinarne l'attività con metodo quantitativo.
Claudio Fermi si interessò al vaccino antirabbico ma, contrariamente a quanto fatto da Pasteur, il professore piacentino attenuò il virus della rabbia mediante un'operazione di fenicatura, praticata addizionando il fenolo all'emulsione di virus fisso. Ne originò il vaccino antirabbico tipo Fermi dal quale a sua volta discende il vaccino antirabbico tipo Semple.

Claudio Fermi si dedicò anche allo studio ed alla lotta della malaria. Le sue osservazioni furono raccolte in alcune opere scritte tra il 1920 ed il 1935.